# PirateBox
Un PirateBox és un dispositiu electrònic portàtil, que sovint consisteix en un encaminador Wi-Fi i un dispositiu per emmagatzemar informació, creant una xarxa sense fils que permet als usuaris connectats compartir fitxers de forma anònima i local. Per disseny, aquest dispositiu està desconnectat d'Internet. Es va dissenyar originalment per intercanviar dades lliurement sota domini públic o sota una llicència gratuïta.
A partir de la versió 1.0, hi ha un procés d’instal·lació millorat, amb només uns quants passos seguits d’una instal·lació automàtica. Es pot configurar a Raspberry Pi. Els passos es poden seguir a l'article de referència.

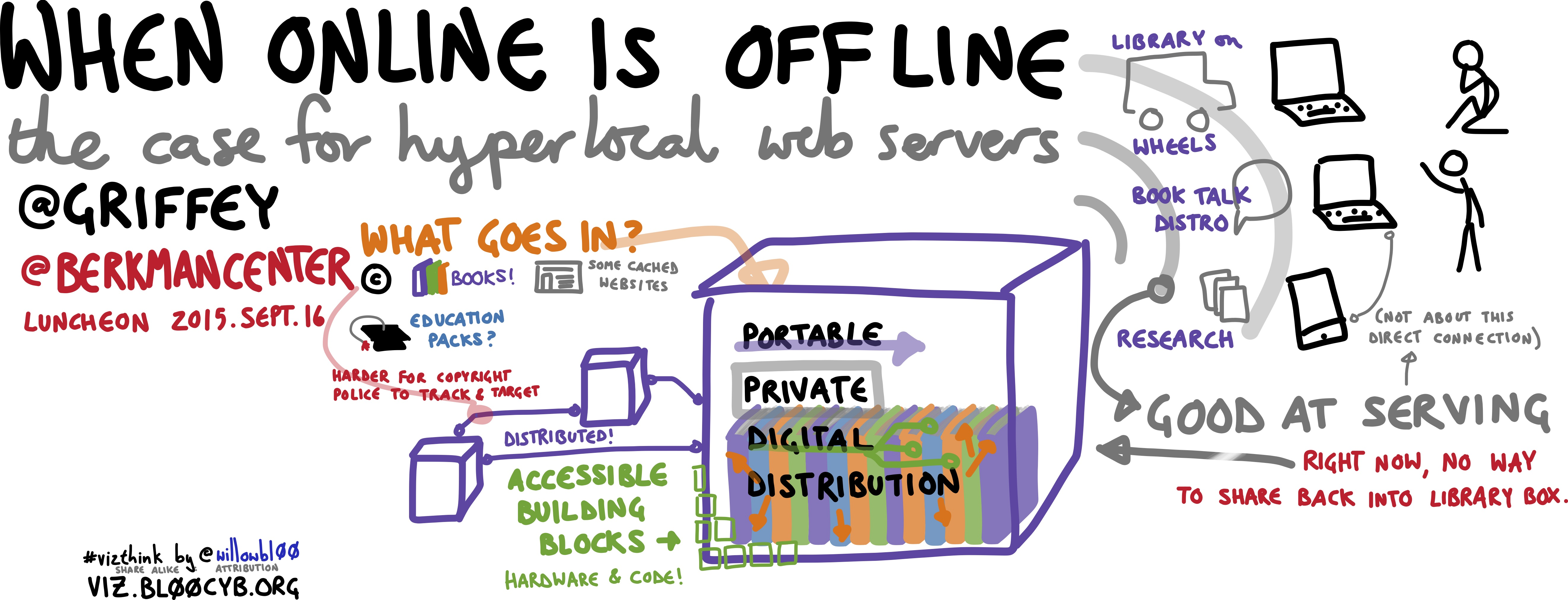
"Quan la connexió està fora de línia", Griffey parlant de Library Box, una bifurcació de Pirate Box, al menjador de Berkman Center for Internet and Society

Els usuaris es connecten al PirateBox mitjançant Wi-Fi (per exemple, mitjançant un ordinador portàtil) sense haver d’aprendre la contrasenya. A continuació, poden accedir a la pàgina web local de PirateBox per descarregar o penjar fitxers o accedir a una sala de xat o fòrum anònim. Tots aquests intercanvis de dades es limiten a la xarxa local de PirateBox i no estan connectats a Internet. Diversos projectes educatius utilitzen els dispositius per oferir contingut als estudiants, cosa que els permet compartir mitjançant xats o fòrums. El PirateBox també s'utilitza en llocs on l'accés a Internet és rar o poc pràctic.

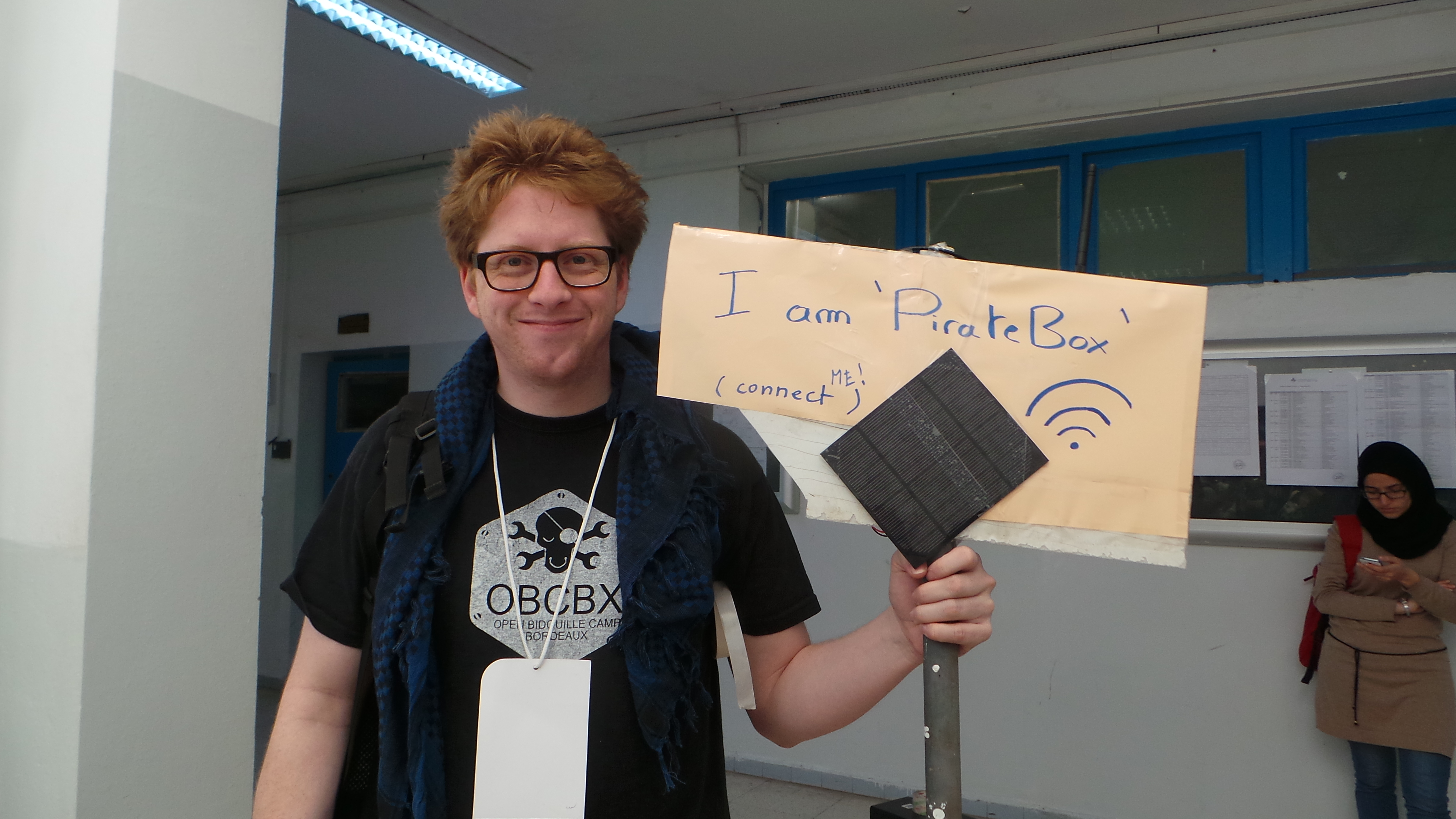
Activista d'PirateBox al Fòrum Social Mundial de Tunísia 2015

El PirateBox va ser dissenyat el 2011 per David Darts, professor de l’Escola de Cultura, Educació i Desenvolupament Humà Steinhardt de la Universitat de Nova York sota la llicència Free Art. Des de llavors ha esdevingut molt popular a Europa Occidental, particularment a França per Jean Debaecker, i el seu desenvolupament el manté en gran part Matthias Strubel. L'ús del concepte PirateBox s'allunya lentament de la compartició de fitxers locals comuns a propòsits educatius, en relació amb les escoles públiques o esdeveniments privats com CryptoParties, un punt crucial que també és eludir la censura, es pot operar darrere de fortes barreres físiques. El 17 de novembre de 2019, Matthias Strubel va anunciar el tancament del projecte Pirate Box, citant com a motius que molts encaminadors tenien el firmware bloquejat i els navegadors obligaven a https i això dificultava el desenvolupament del projecte.

## Dispositius
Els dispositius que es poden convertir a PirateBox són:
- Android (v2.3 +): dispositius no oficial de portabilitat que permet executar un PirateBox en alguns dispositius Android (per exemple: telèfons intel·ligents i Tablet PC).[9] PirateBox per a Android està disponible a Google Play (des del juny del 2014).[10]
- PirateBox Live USB: permet convertir temporalment un ordinador en un PirateBox.[11]
- Raspberry Pi[1][12]
- Chip[13]

Encaminadors Wi-Fi (no és una llista exhaustiva)
- TP-Link MR3020: el primer dispositiu modificat per Darts[14]
- TP-Link MR3040[15]
- Lector de targetes WiFi Zsun: hackejat mitjançant la instal·lació d’OpenWRT,[16] i s’estan esforçant per produir instruccions d’instal·lació fàcils per a PirateBox en aquest dispositiu.[17]

La wiki oficial de PirateBox té una llista actualitzada de maquinari de dispositius compatibles.